# Lista monumentelor istorice din județul Argeș - E

Simbol pentru monumentele istorice

Lista monumentelor istorice din județul Argeș - E cuprinde monumentele istorice înscrise în Patrimoniul cultural național al României și aflate în localități ce încep cu litera E din județul Argeș.
Lista completă este menținută și actualizată periodic de către Ministerul Culturii, Cultelor și Patrimoniului Național din România, prin intermediul Institutului Național al Patrimoniului, ultima versiune datând din 2015. Această listă cuprinde și actualizările ulterioare, realizate prin ordin al ministrului culturii.
| Cod LMI                         | Denumire        | Localitate                                 | Localizare                  | Datare, Creatori | Imagine               | Erori             |
| ------------------------------- | --------------- | ------------------------------------------ | --------------------------- | ---------------- | --------------------- | ----------------- |
| AG-IV-m-A-13955 (RAN: 13418.01) | Cruce de piatră | sat aparținător Enculești; oraș Ștefănești | În curtea bisericii de lemn | 1741             | Încarcă foto \| video | Raportează eroare |